# Nadole, Žetale
Nadole este o localitate din comuna Žetale, Slovenia, cu o populație de 152 de locuitori.